# Drita Ziri
Drita Ziri (Fushë-Krujë, 26 maggio 2005) è una modella albanese, incoronata Miss Terra 2023.
Incoronata all'età di 18 anni, è la più giovane vincitrice nella storia del concorso; inoltre è la prima vincitrice proveniente dall'Albania a ottenere il titolo di Miss Terra, nonché la prima albanese ad aggiudicarsi uno dei quattro principali concorsi di bellezza internazionali.